# 니콜라스 B. 순체프
니콜라스 B. 순체프 (Nicholas B. Suntzeff, 1952년 11월 22일, 샌프란시스코 출생)는 미국의 천문학자이자 우주론자이다. 그는 대학의 저명한 교수이며 그가 책임자로 있는 텍사스 A&M 대학교 물리학 및 천문학과의 관측 천문학 분야에서 미첼/히프/머널린 석좌를 맡고 있다.  그는 우주론, 초신성, 항성 개체군, 천문 기구를 전문으로 하는 관측 천문학자이다. 브라이언 슈미트와 함께 그는 High-z 초신청 탐색 팀을 조직했는데, 이 팀의 업적으로 2011년 노벨 물리학상이 브라이언 슈미트와 애덤 리스에게 수여되었다.

## 교육
순체프는 캘리포니아 주의 코르테 마데라에 있는 닐 커민스 초등학교 와 캘리포니아 락스퍼 (Larkspur)에 있는 레드우드 고등학교를 졸업했다. 그는 1974년 스탠포드 대학교에서 우등으로 수학 학사 학위를 취득하고 1980년 캘리포니아 대학교 산타크루즈 및 릭 천문대에서 천문학 및 천체 물리학 박사 학위를 받았다. 스탠포드 대학교의 학부생 시절에 그와 공대생인 마이클 카스트는 스탠포드 학생 천문대를 건축하였다.

## 연구
1980년 졸업 후 그는 워싱턴 대학교 천문학과의 조지 월러스타인 (George Wallerstein) 교수의 박사 후 연구원으로 일했다. 1982년부터 1986년까지 그는 현재는 카네기 과학 연구원 (Carnegie Institution for Science) 천문대로 불리는 윌슨 산 & 라스 캄파나스 천문대의 카네기/라스 캄파나스 연구원이었다.
1986년 칠레로 이주한 후, CTIO에서 마크 M. 필립스 및 마리오 하무이(Mario Hamuy)와 함께 연구하면서 순체프는 새롭게 개발된 극저온 CCD 카메라를 사용하여 Ia형 초신성에 대한 현대식 광도 곡선을 최초로 생성했다. Ia형 초신성까지의 거리에 대한 기본 보정은 마이로 하무이, 호세 마자, 마크 M. 필립스 및 순체프가 설립한 칼란/톨롤로 (Calán/Tololo) 초신청 탐색 팀에 의하여 개발되었다. 초신성에 관한 산타 크루즈 회의에서의 논의와 앨런 R. 샌디지가 Ia형 초신성을 사용하여 허블 상수 H0 와 감속 매개변수 q0 를 측정하도록 독려한 후에 구성된 이 탐색 작업은 1990년부터 1995년까지 진행되었고, 외부 은하까지의 정밀한 거리를 측정하는 선구적인 방법을 제공하여 정확한 허블 상수 값을 구할 수 있게 되었다.
칼란/톨롤로 탐색 작업을 계속하면서 순체프는 브라이언 P. 슈미트와 함께 1994년 High-Z 초신청 탐색 팀을 공동 창립하여 가속 우주를 발견하기 위해 외부 은하의 초신성 관측을 이용했다. 이 우주 가속도는 앨버트 아인슈타인의 일반 상대성 이론의 우주 상수와 일치하는 암흑 에너지의 존재를 암시하며, 이는 1998년 《사이언스》 매거진에 의하여 최고의 과학 혁신(science breakthrough)으로 선정되었다.
2006년 이전에는 미국 국립 광학 천문대 (National Optical Astronomy Observatory) 과학 부국장,  세로/톨롤로 인터아메리칸 천문대 (Cerro Tololo Inter-American Observatory) 천문학자였다. 2007년에는 미국 천문학회 카운슬러(Councilor)로 선출되었고, 2010년에는 동학회의 부회장으로 선출되었다. 그는 2010년 미국 국립 과학 아카데미의 〈제퍼슨 시니어 사이언스 펠로우십〉을 수상하여 미 국무부에서 국제기구 사무국 인권국의 인도주의 담당관으로 재직했다. 그는 또한 오스틴 텍사스 대학교 천문학과의 겸임 교수이기도 하다.
2023년 미국 천문 학회에서는 그를 펠로우로 선정하면서, 그 이유로 "초신성 우주론의 기초, 우주의 가속 팽창 발견, 허블-르메트르 흐름의 정밀한 측정 등에 대한 그의 변혁적인 리더십, 국내 및 국제 천문학 커뮤니티에 대한 봉사, 인권 특히 LGBTQ 커뮤니티를 위하여 천문학계 내와 온 세계적으로 기울인 노력, 텍사스 A&M 대학교의 천문학 프로그램의 설립"을 들었다.

## 명예와 상
- 1974, 스탠포드 대학교, Phi Beta Kappa, Beta Chapter
- 1979-1980 캘리포니아 산타크루즈대학 대학원생회 회장
- 1983년 탁월한 북미의 천문학 Ph.D.에게 수여하는 로버트 J. 트럼플러 상[15]
- 1983, 마운트 윌슨 천문대,  카네기 펠로우십[16]
- 1992년 개인적으로, 1998년 CTIO 초신성 팀과 함께 AURA 과학상[17]
- 1998, 《사이언스》  올해의 돌파구[18]
- 2006,  텍사스 A&M 대학교, 관측 천문학 미첼/히프/머널린 석좌[19][20]
- 2007, High-z 초신성 탐사팀과 공동으로 그루버 우주론 상[21]
- 2010, 미국 국립 과학원 및 미국 국무부, 제퍼슨 시니어 과학 펠로우십[13]
- 2012 텍사스 A&M 대학교, 특별 공로상[22]
- 2013년 텍사스 A&M 대학교 시스템 저명한 대학교수[23]
- 2013, 조지 H. W. 부시 공로상[24]
- 2015, 기초물리학 분야 브레이크스루 상[25]
- 2017, 미국 물리학회 펠로우[26]
- 2017, 텍사스 A&M 대학교 시스템, 리젠트 프로페서[27]
- 2013, 미국천문학회 펠로우[28]

## 가계와 사생활
그는 샌프란시스코 출신으로 캘리포니아 주, 코르테 마데라에서 성장하였다. 그는 짜르 러시아의 이젭스크에 위치한 주요 개인 무기 제조업자의 한명인 마트베이 안드리아노비치 에브도키모프(Matvei Andrianovich Evdokimov, 러시아어: Матвей Андрианович Евдокимов, 1887–1920)의 손자이다. 이젭스크에 있는 할아버지 에브도키모프의 공장은 안드리안 니칸드로비치 에브도키모프 (Andrian Nikandrovich Evdokimov, 러시아어: Андриан Никандрович Евдокимов, 1844–1917)가 1860년대에 시작하여 1890년까지 모신-나강 소총 및 베르단 (Berdan) 소총을 제조했다. 이들은 1917년 러시아 내전이 발발하기 전까지 생산을 계속했다. 이 소총은 러시아 혁명과 제1차 세계 대전 중에 사용되었는데, 그후 이를 재생하여 제2차 세계 대전 중에 특히 핀란드 군대에서 사용되었다.
마트베이의 가족은 백군의 이념에 대한 지지자는 아니었지만 1918년 백군이 페름 지역을 점령했을 때 이들은 안전을 위해 콜차크 제독, 백군, 체코 군단과 함께 동쪽으로 피난하였다. 마트베이는 치타 근처의 만추리아 역( 만저우리 시 )에서 사망했다. 그의 유일한 자녀인 니콜라이 마트베에비치 에브도키모프(Nicholai Matveevich Evdiokimov, 러시아어: Николай Матвеевич Евдокимов, 1918–1995)는 마트베이의 아내인 어머니 조야 바실레브나 순체바 (Zoya Vasilevna Suntzeva, 러시아어: Зоя Васильевна Сунцевa, 1897–1976)와 그 가족과 함께 중국 하얼빈을 거쳐 1928년 샌프란시스코로 이주하였는데, 니콜라이는 어머니의 성을 취하여 니콜라이 마트베에비치 순체프 (Nicholas Matveevich Suntzeff, 러시아어: Николай Матвеевич Сунцев)의 이름으로 이민했다.
우랄 지역의 저명한 상인인 순체프 가족은 모토빌리하 (현재 러시아 페름의 일부) 출신이며 우드무르트 인 조상을 가지고 있다. 모토빌리하의 다리 "순체프 모스트"(Сунцев мост)는 인근에 있는 가족 상점의 이름을 따서 명명되었다.
순체프는 앨런 알다의 회고록 《Never Have Your Dog Stuffed: and Other Things I've Learned》에 언급되어 있다.